# Fausto appetente die
Fausto appetente die est la dernière encyclique du pape Benoît XV, publiée le 29 juin 1921 à l'occasion du septième centenaire de la mort de saint Dominique, consacrée à rappeler le souvenir de ce religieux fondateur de l'Ordre des Frères prêcheurs.

## Source
- (it) Cet article est partiellement ou en totalité issu de l’article de Wikipédia en italien intitulé « Fausto Appetente Die » (voir la liste des auteurs).